# Antun Mažuranić
Antun Mažuranić (Novi Vinodolski, 13. lipnja 1805. – Zagreb, 18. prosinca 1888.), hrvatski jezikoslovac, gramatičar i leksikograf. Bio je sudionik narodnog preporoda i jedan od osnivača Matice ilirske. Postavio je temelje hrvatskoj modernoj akcentologiji, dijalektologiji i tekstologiji. Brat je hrvatskog bana i književnika Ivana Mažuranića (1814. – 1890.) i putopisca Matije Mažuranića (1817. – 1881.).

## Životopis
Rođen je u Novom Vinodolskom u obitelji Ivana-Mikule (1771. – 1844.) i Kate rođ. Ivić (1778. – 1884.). Pohađao je gimnaziju u Rijeci, a 1826. godine studira pravo i filozofiju u Zagrebu. Godine 1834. položio je odvjetnički ispit. Radio je kao srednjoškolski profesor u Rijeci i Zagrebu. Predavao je u Klasičnoj gimnaziji u Zagrebu od 1834. do 1848. te od 1850. do 1863. godine. Uređivao je "Danicu ilirsku". Djelovao je kao gramatičar i leksikograf. Kritički je izdao glagoljski "Vinodolski zakon", gdje je opisao vinodolsku čakavštinu i postavio temelje znanstvenoj hrvatskoj dijalektologiji. Prvi je upozorio na važnost hrvatskog naglasnog sustava za slavensku akcentologiju.  Pregledao je Drobničev rukopisni rječnik, doradio ga i dopunio talijanskim značenjem riječi.[nedostaje izvor]
Govorio je latinski, talijanski, grčki, francuski, njemački i ruski jezik. Odlikovan je ruskim odličjem Reda sv. Vladimira, čime je stekao pravo na rusko plemstvo.

## Djela
- "Temelji ilirskoga i latinskoga jezika za početnike" (1839.)
- "Ilirsko-němačko-talianski mali rěčnik, I–III" (1846. – 1849.)
- "Slovnica hervatska" (1859., 21861., 31866., 41869.)
- "O važnosti akcenta hrvatskoga za historiju Slavjanah" (1860.)

## Vanjske poveznice
- Antun Mažuranić Hrvatska enciklopedija
- Antun Mažuranić Proleksis enciklopedija
- https://novi-vinodolski.hr/obitelj-mazuranic/